# Колючински залив
Колю̀чинската губа (руски: Колючинская губа) е залив на Чукотско море, на северния бряг на Чукотския полуостров, в Чукотски автономен окръг на Русия.
Вдава се в сушата на 100 km, ширина на входа 2,8 km, във вътрешната част около 37 km, дълбочина 7 – 14 m. Бреговете са предимно стръмни. Голяма част от годината е покрит с лед, от който се освобождава в края на лятото. Приливите са полуденонощни с амплитуда до 0,1 m. По бреговете му няма постоянни населени места.
Първото описание и грубо скициране на залива е извършено през 1732 г. от руския офицер, изследовател на Чукотка Дмитрий Павлуцки. През 1824 г. заливът е изследван и детайлно картиран от експедицията на руския мореплавател Фердинанд Врангел.